# Göran Malmqvist
Nils Göran David Malmqvist (Jönköping, 1924. június 6. – 2019. október 17.; kínai neve pinjin hangsúlyjelekkel:  Mǎ Yuèrán; magyar népszerű: Ma Jüe-zsen; hagyományos kínai: 馬悅然; egyszerűsített kínai: 马悦然) svéd sinológus, a Stockholmi Egyetem professzora.

## Élete, munkássága
Malmqvist egyetemi tanulmányait Bernhard Karlgren tanítványaként a Stockholmi Egyetemen végezte. Ezt követően három éven át (1948–1950) Kínában tartózkodott tanulmányúton. 1953-tól 1955-ig a Stockholmi Egyetemen oktatott, majd a Londoni Egyetem tanára lett. Miután a svéd kulturális attaséként tevékenykedett Pekingben, 1958-ban kivezték a Canberrai Egyetemre, ahol 1961-ben professzor lett. 1965-től a Stockholmi Egyetem professzora. A kínai nyelv és irodalom nemzetközi szaktekintélye, legjelentősebb tudományos műveit a kínai történeti nyelvészet, fonológia témakörében születtek, mindemellett számos klasszikus és modern kínai szépirodalmi művet fordított svédre. 1985-től a Svéd Tudományos Akadémia tagja.

## Főbb művei
- Det förtätade ögonblicket: T’ang-lyrik (1965)
- Problems and methods in Chinese linguistics (1964)
- Han phonology and textual criticism (1963)
- Gunnar Martins samling av kinesisk och japansk litteratur (1947)
- 111 nykinesiska satsmönster (1973)
- Nykinesisk grammatik (1973)
- Kinesiska är inte svårt (1974)
- Nykinesisk fonetik (1974)
- Nykinesiska satsmönster (1981)
- Nio röster från Taiwan: Modern kinesisk poesi (1999)
- Haiku för ros och oros skull (2002)
- Strövtåg i svunna tider (2005)
- Guldfisken som älskar att sjunga Mozart (2013)

## Fordítás
- Ez a szócikk részben vagy egészben  a   Göran Malmqvist című angol Wikipédia-szócikk ezen változatának fordításán alapul.  Az eredeti cikk szerkesztőit annak laptörténete sorolja fel. Ez a jelzés csupán a megfogalmazás eredetét és a szerzői jogokat jelzi, nem szolgál a cikkben szereplő információk forrásmegjelöléseként.